# چاه سرگاهی
چاه سرگاهی، روستایی از توابع بخش مرکزی شهرستان مهر در استان فارس ایران است.

## جمعیت
این روستا در استان فارس، شهرستان مهر ،دهستان ارودان قرار دارد و براساس سرشماری مرکز آمار ایران در سال ۱۳۸۵، جمعیت آن ۴۱۰ نفر (۸۰خانوار) بوده‌است.